# Кула са сатом
Кула са сатом на горњем бастиону св. Луја је најпрепознатљивији симбол Новог Сада и Петроварадина. Посебно је занимљив јер велике казаљке показују сате а мале казаљке минуте. 
Стара кула са сатом је обновљена половином 18. века да би је заменила садашња. Сат касни када је хладно а жури када је врућина па га зову и „пијани сат”. Пречник сатних кругова износи преко два метра, а унутра су три куле од 76 килограма. Петроварадинци су током 18. века плаћали комунални допринос, „сатарину”.